# Sztuczne zbiorniki wodne na świecie
Niektóre z zamieszczonych tu informacji wymagają weryfikacji.
Dokładniejsze informacje o tym, co należy poprawić, być może znajdują się w dyskusji tego artykułu.
 Po wyeliminowaniu niedoskonałości należy usunąć szablon [[Szablon:Dopracować|]] z tego artykułu.
Poniższa lista przedstawia ważniejsze sztuczne zbiorniki wodne na świecie, w podziale na kontynenty.

## Afryka
- Jezioro Kariba – Zambezi (Zambia/Zimbabwe)
- Jezioro Nasera – Nil (Egipt/Sudan)
- Jezioro Wolta – Wolta (Ghana)
- Cabora Bassa – Zambezi (Mozambik)

## Ameryka Południowa
- Zbiornik Brokopondo – Gran Rio (Surinam)
- Zbiornik Itaipu – Parana (Brazylia, Paragwaj) – Río Negro (Urugwaj)
- Zbiornik Jupiá – Paranaiba (Brazylia)
- Zbiornik Capivara – Paranapanema (Brazylia)
- Zbiornik Xavantes – Paranapanema (Brazylia)
- Zbiornik Furnas – Rio Grande (Brazylia)
- Zbiornik Ilha Solteira – Paranaiba (Brazylia)
- Zbiornik Sāo Simāo – Paranaiba (Brazylia)
- Zbiornik Itumbiara – Paranaiba (Brazylia)
- Zbiornik Āgua Vermelha – Rio Grande (Brazylia)
- Zbiornik Marimbondo – Rio Grande (Brazylia)
- Zbiornik Brasilia – ? (Brazylia)

## Ameryka Północna
- Grand Coulee – Kolumbia (rzeka) (USA)
- Jezioro Mead - Kolorado (rzeka) (USA)
- Jezioro Powell - Kolorado (rzeka) (USA)
- Jezioro Havasu - Kolorado (rzeka) (USA)
- Jezioro Shasta - Sacramento (rzeka) (USA)
- Jezioro Navajo - San Juan (rzeka) (USA)
- Jezioro Oroville - Feather (USA)
- Jezioro Berryessa - Putah Creek (USA)
- Zbiornik Dworshak - North Fork Clearwater (USA)
- Jezioro Seton - Seton (rzeka) (Kanada)

## Azja
- Zbiornik Irkucki – Angara (Rosja)
- Zbiornik Bracki – Angara (Rosja)
- Zbiornik Ust-Ilimski – Angara (Rosja)
- Zbiornik Krasnojarski – Jenisej (Rosja)
- Zbiornik Mingeczaurski – Kura (Azerbejdżan)
- Zbiornik Sajańsko-Suszeński – Jenisej (Rosja)
- Zbiornik Nowosybirski – Ob (Rosja)
- Zbiornik Wilujski – Wiluj (Rosja)
- Zbiornik Zejski – Zeja (Rosja)
- Zbiornik Chantajski – ? (Rosja)
- Zbiornik Sanxia – Jangcy (Chiny)
- Karaun – Nahr al-Litani (Liban)

## Europa
- Oravska priehrada – Orawa (Słowacja/Polska)
- Zbiornik Cymlański – Don (Rosja)
- Zbiornik Kachowski – Dniepr (Ukraina)
- Zbiornik Kijowski – Dniepr (Ukraina)
- Zbiornik Kremieńczucki – Dniepr (Ukraina)
- Palcmanská Maša – Hnilec (Słowacja)
- Zemplínska šírava – Laborec (Słowacja)
- Zbiornik Żelazna Brama – Dunaj (Rumunia/Serbia)
- Zbiornik Zalew Porajski – Warta (Polska)

- Wołga – Kama (Rosja)
  - Zbiornik Wierchniewołżski – Wołga (Rosja)
  - Zbiornik Iwankowski – Wołga (Rosja)
  - Zbiornik Ugliczski – Wołga (Rosja)
  - Zbiornik Rybiński – Wołga (Rosja)
  - Zbiornik Gorkowski (Niżegorodski) - Wołga (Rosja)
  - Zbiornik Czeboksarski – Wołga (Rosja)
  - Zbiornik Kujbyszewski – Wołga (Rosja)
  - Zbiornik Saratowski – Wołga (Rosja)
  - Zbiornik Wołgogradzki – Wołga (Rosja)
  - Zbiornik Kamski – Kama (Rosja)
  - Zbiornik Wotkinski – Kama (Rosja)
  - Zbiornik Niżniekamski – Kama (Rosja)